# Walter Gloy

Walter Gloy

Walter Gloy (* 9. Februar 1886 in Hamburg; † 8. August 1953 ebenda) war ein deutscher Politiker (NSDAP).
Nach dem Besuch der Volksschule wurde Gloy Seemann. Er erwarb das Offizierspatent und das Patent eines Kapitäns für große Fahrt. Von 1914 bis 1918 nahm Gloy am Ersten Weltkrieg teil, in dem er im Vorposten-, Minen- und Unterseebootsdienst eingesetzt wurde.
Zum 1. April 1925 schloss sich Gloy der NSDAP an (Mitgliedsnummer 1.246), in der er unter anderem Aufgaben als Kreisleiter des Gaues Hamburg übernahm.
Am 27. September 1931 wurde Gloy Mitglied der Hamburgischen Bürgerschaft. Wenige Monate nach der nationalsozialistischen Machtergreifung im Frühjahr 1933 wurde er am 22. August 1933 in den Hamburgischen Staatsrat berufen. Am 1. Mai 1938 folgte die Ernennung zum Ratsherrn.
Vom 29. März 1936 bis zum Ende der NS-Herrschaft im Frühjahr 1945 saß Gloy als Abgeordneter im nationalsozialistischen Reichstag, in dem er den Wahlkreis 34 (Hamburg) vertrat.